# Emily Allchurch
Emily Allchurch (Isola di Jersey, 1974) è un'artista britannica. È nota per l'utilizzo della fotografia digitale e dell'arte lightbox per creare nuove opere basate su capolavori dell'arte mondiale.

## Carriera
Allchurch è nata a Jersey, una città nelle Isole del Canale del Regno Unito. Dopo essersi diplomata al Kent Institute of Art & Design e al Royal College of Art di Londra (in scultura), Allchurch ha inizialmente utilizzato l'editing digitale per enfatizzare gli effetti in un'opera particolare. Allchurch è specializzata nell'utilizzo di una varietà di fotografie contemporanee per creare un'immagine coerente di un luogo immaginario. Ha prodotto una moltitudine di serie artistiche che riproducono elementi della vita contemporanea in dipinti classici o paesaggi immaginari. Utilizzando come modello l'immagine originale, Allchurch sovrappone digitalmente le proprie fotografie per ricreare nuove opere.

### Settings
Nel 2003, ha iniziato a rappresentare molte fotografie di opere d'arte degli antichi maestri in un nuova veste, ad esempio le sue Settings, una serie di tredici opere. Allchurch cita Settings come “l’inizio di un viaggio fotografico”, in cui le fotografie danno un tocco contemporaneo a un paesaggio tradizionale. Settings è una serie di 12 opere architettoniche rivisitate degli antichi maestri europei ed è stata realizzata dal 2003 al 2006. Allchurch ha combinato fotografie della periferia di Londra per creare collage di queste opere architettoniche. Con le sue competenze negli effetti lightbox nelle sue opere crea l'illusione che le immagini combinate siano una sola. Sebbene tutta l'architettura ispirata provenga dal passato, Allchurch ha mantenuto i dettagli moderni delle foto, come graffiti, cartelli e rifiuti, per creare un tono contemporaneo.

### Urban Chiaroscuro
Il lavoro di Allchurch del 2007, Urban Chiaroscuro, ha ulteriormente consolidato la sua reputazione di artista acclamata dalla critica. Urban Chiaroscuro, influenzato da Giovanni Battista Piranesi, ha utilizzato fotografie di mattoni, pietra, nonché temi contemporanei come graffiti, telecamere di sicurezza, pubblicità e specchi, per ricreare una nuova versione tridimensionale delle sue incisioni di scene carcerarie. Urban Chiaroscuro è la riflessione impegnata di Allchurch sulle condizioni fredde, quasi claustrofobiche dei sistemi carcerari. Alcuni trovano il suo lavoro simile alle scene dei videogiochi.

### Tokyo Story
Mettendo in mostra la sua tecnica di utilizzo di fotografie di scene contemporanee per imitare e ridefinire le opere classiche, la serie Tokyo Story (2009) utilizza le xilografie ukiyo-e di Hiroshige di One Hundred Views of Edo per reinterpretare e aggiornare il suo lavoro in un ambiente contemporaneo. Allchurch si è ispirata alla bellezza naturale dell'opera di Hiroshige e ha reimmaginato il paesaggio con un tono contemporaneo. Gli elementi moderni come cartelloni pubblicitari, pubblicità e rifiuti hanno lo scopo di creare l'illusione che il pubblico stia vedendo un vecchio paesaggio al giorno d'oggi. Allchurch ha combinato le sue fotografie con il suo metodo basato sui modelli. Ha spiegato: "Utilizzando l'immagine originale come mappa e guida, cerco e fotografo edifici e paesaggi, che utilizzo per ricreare la scena da una prospettiva contemporanea. Molte centinaia di fotografie sono utilizzate per ciascuna immagine."

### Babele Towers
La serie Babele Towers (2017) presenta una varietà di edifici rappresentate negli stili di varie culture. La serie è stata ispirata dalla storia biblica dell'Antico Testamento della Torre di Babele (dal libro della Genesi), che raffigura una torre che i Babilonesi costruirono nel tentativo di raggiungere il Paradiso. Ci sono state numerose interpretazioni artistiche della Torre di Babele e nel 2017 Allchurch ha contribuito con la propria interpretazione della famosa torre Attraverso la sua tecnica del collage fotografico, Allchurch ha combinato migliaia di fotografie per rappresentare le Torri di Babele come se fossero state costruite nel 21º secolo. La variazione di pubblicità, veicoli da costruzione e altri dettagli contemporanei crea un'atmosfera moderna. Ogni immagine della serie presenta una cultura diversa, da Londra a Hong Kong.

## Collezioni
Le opere di Allchurch sono conservate da vari collezionisti privati e una serie completa della sua serie Tokyo Story è conservata al Minneapolis Institute of Art. Nel 2015 la Manchester Art Gallery ha commissionato ad Allchurch una grande immagine della città di Albert Square basata su un dipinto del 1910 della stessa posizione di Adolphe Valette . La commissione di Manchester è diventata la sua prima esposizione personale in solitaria in un museo pubblico. Nel 2018 Allchurch ha esposto tre opere ispirate ai dipinti della collezione del Sir John Soane's Museum presso il Museum di Londra.